# مدال حزامي
مَدَّال حِزامي أو مدال شريطي أو المَيْذَل (الاسم العلمي: Hemicentetes)، جنس حيوانات لبونة من فصيلة المداليات. أنواعه اثنان، موطنها مدغشقر.